# Chimoio
Chimoio (autrefois Vila Pery) est une ville du Mozambique et la capitale de la province de Manica. Elle est située dans le centre du pays, à 766 km (1 100 km par la route) au nord de Maputo, à proximité de la frontière avec le Zimbabwe.

## Géographie

Environnement naturel.
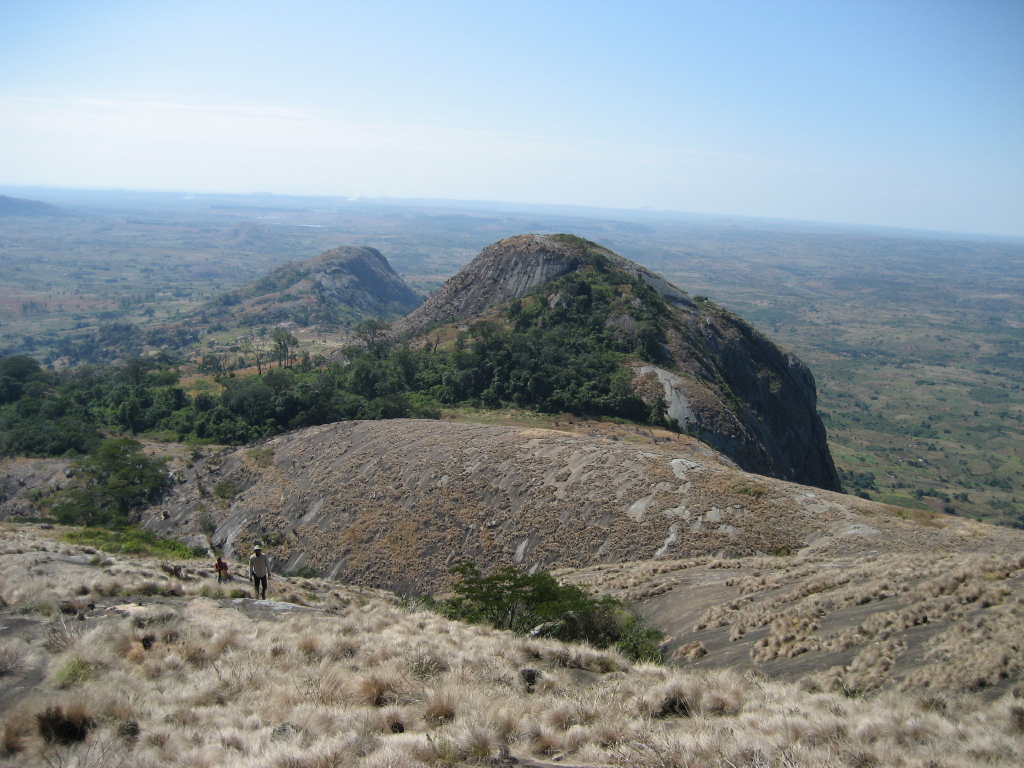
Vue depuis le mont Zembe.
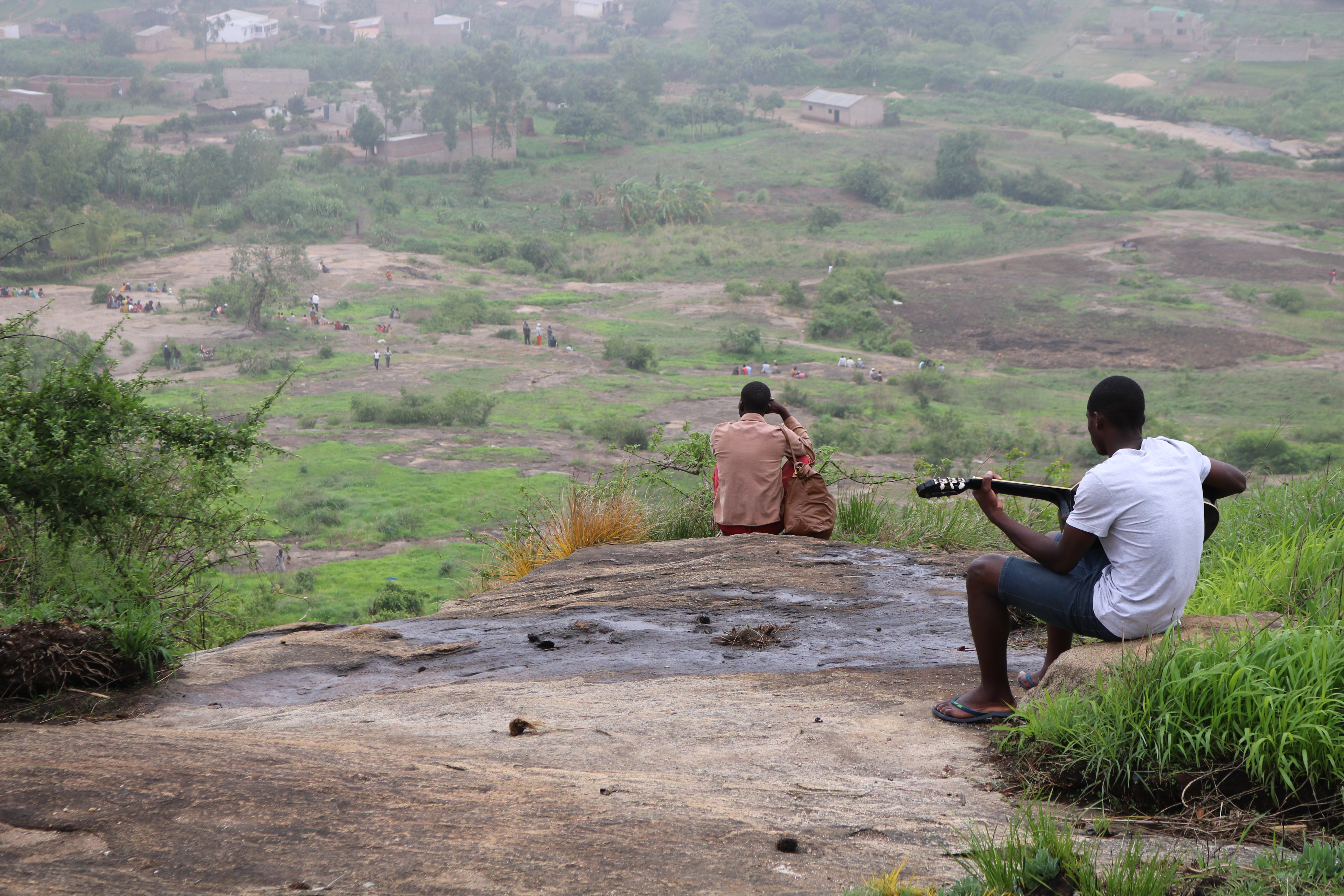
Paysage de Chimoio.
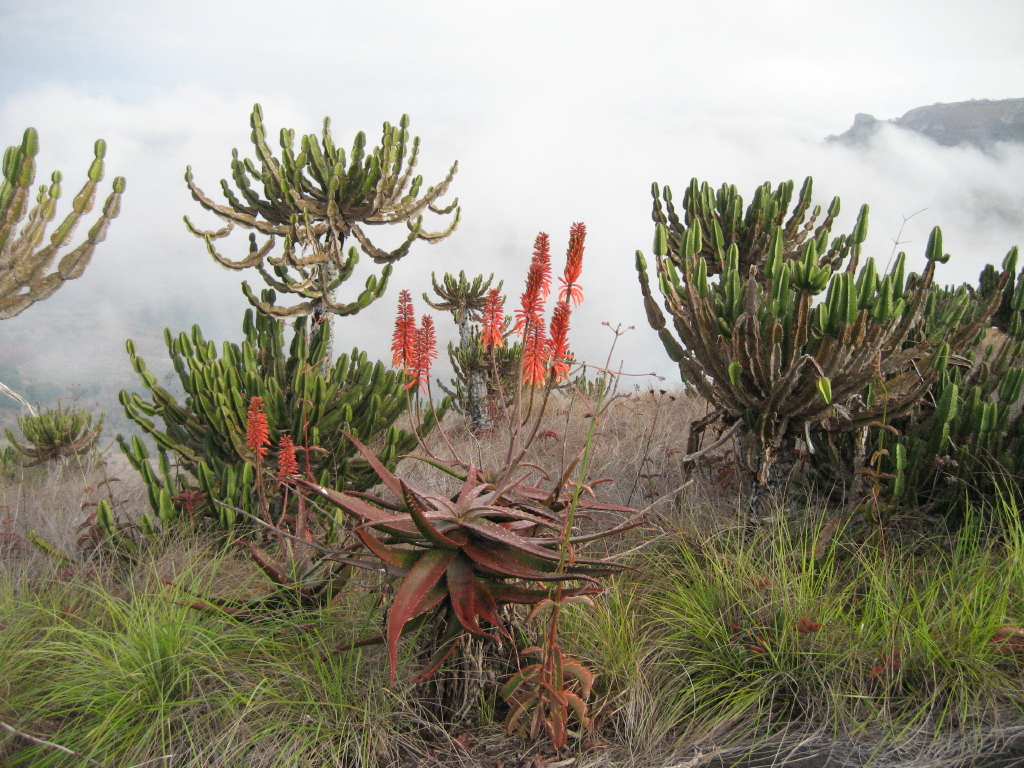
Plantes succulentes.

## Population
Sa population s'élevait à 238 976 habitants lors du recensement de 2007.

Milieu urbain.
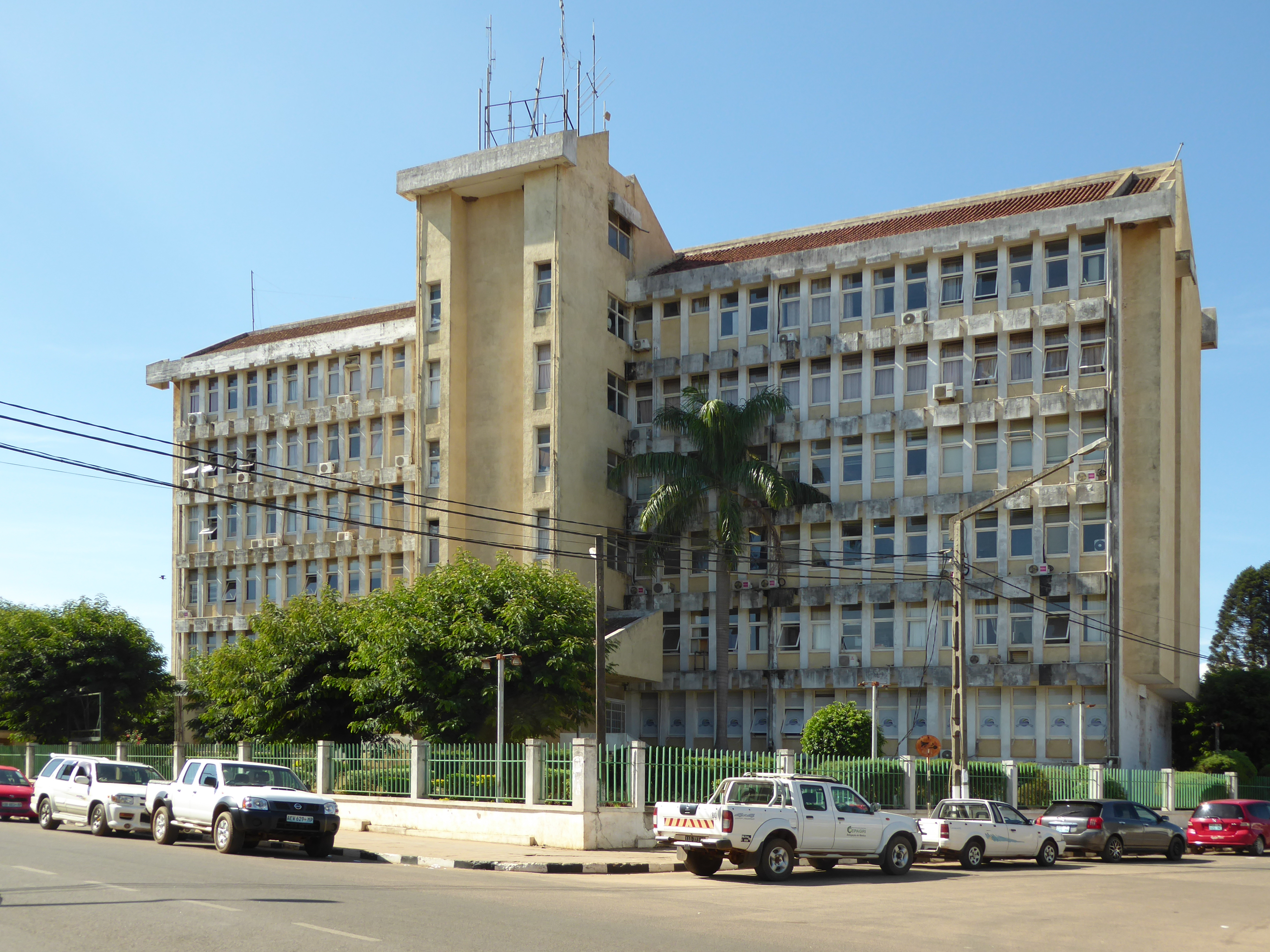
Siège du gouvernement de la province de Manica.
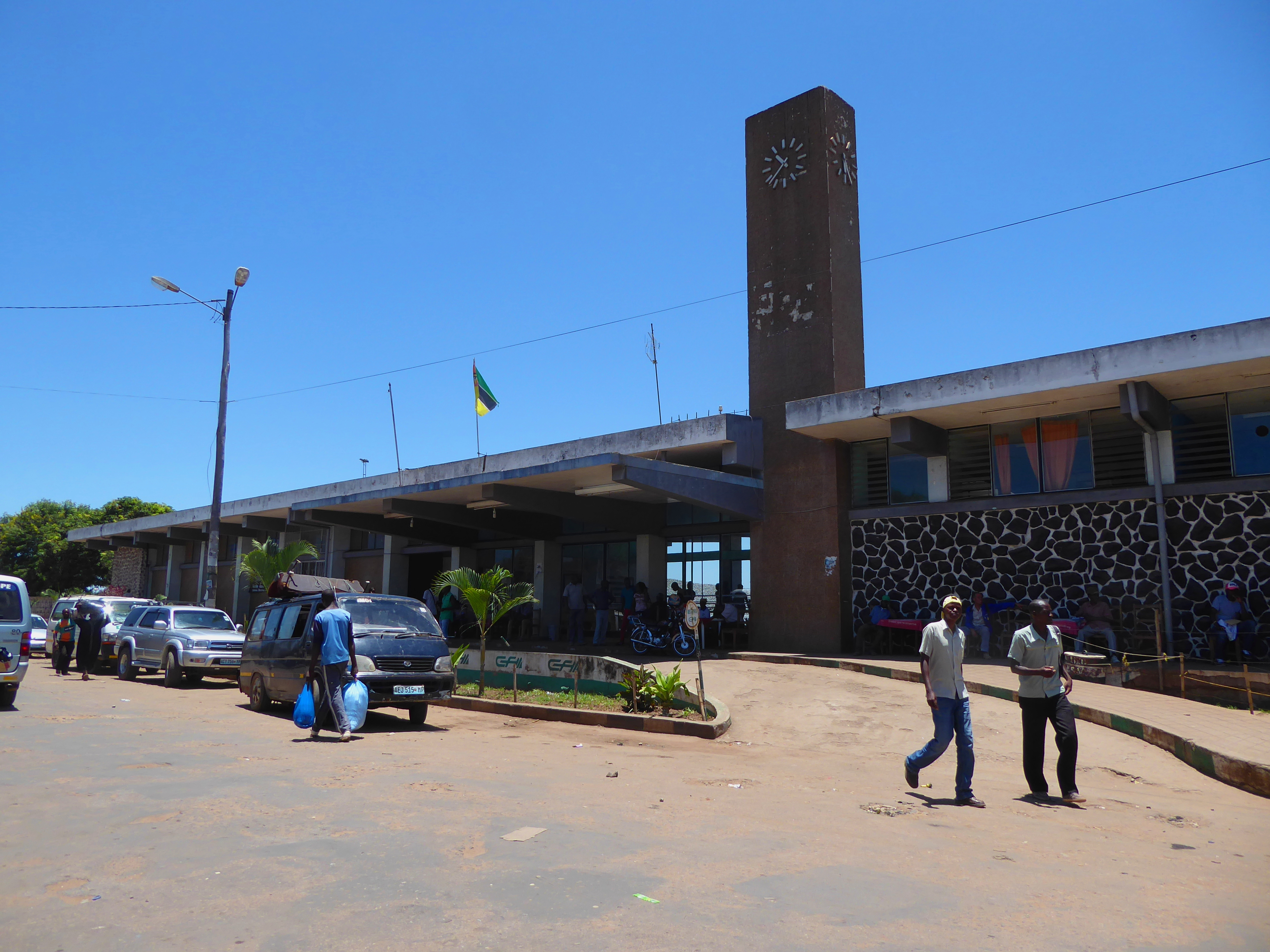
Gare.
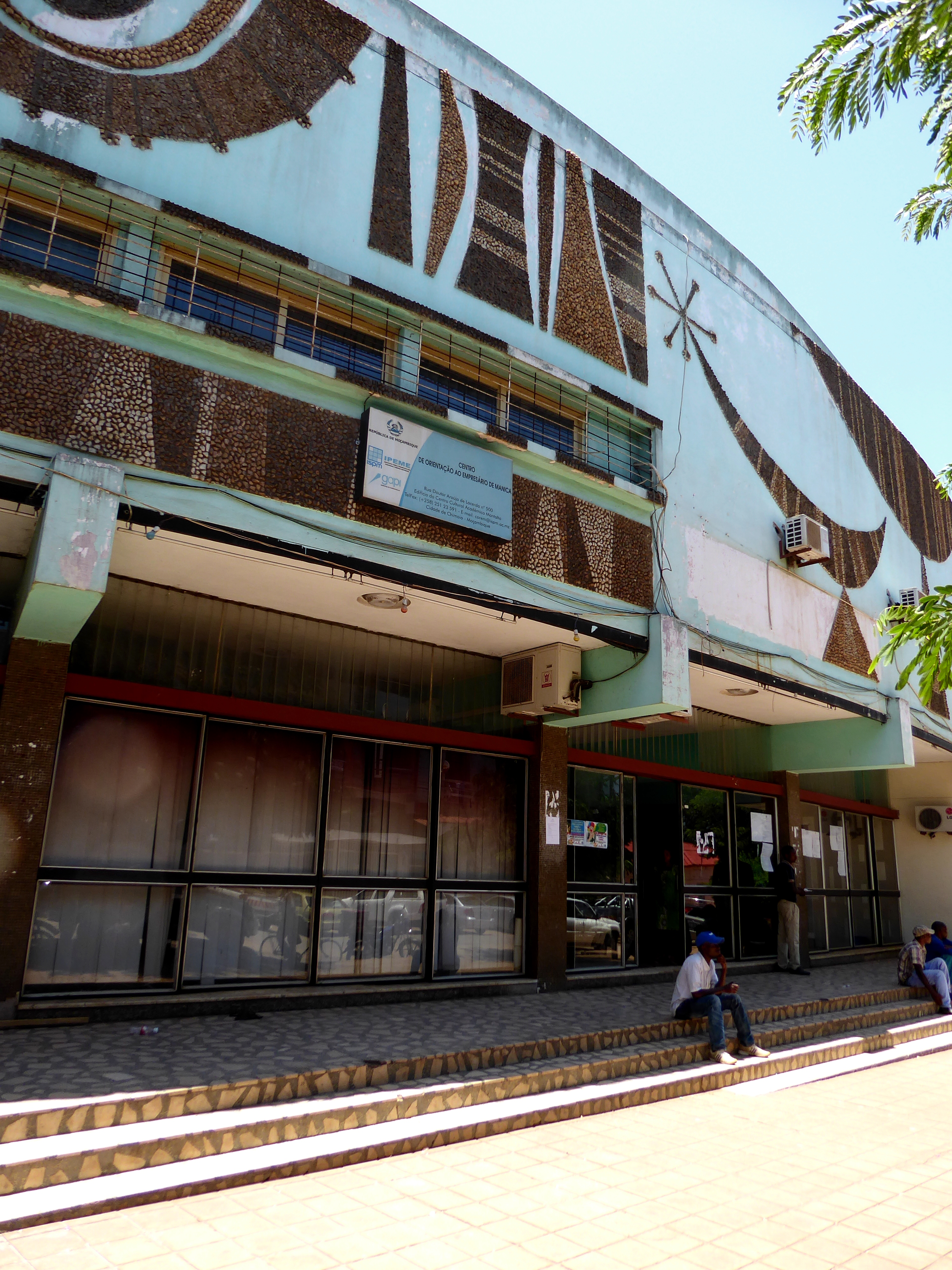
Cinéma Montalto.
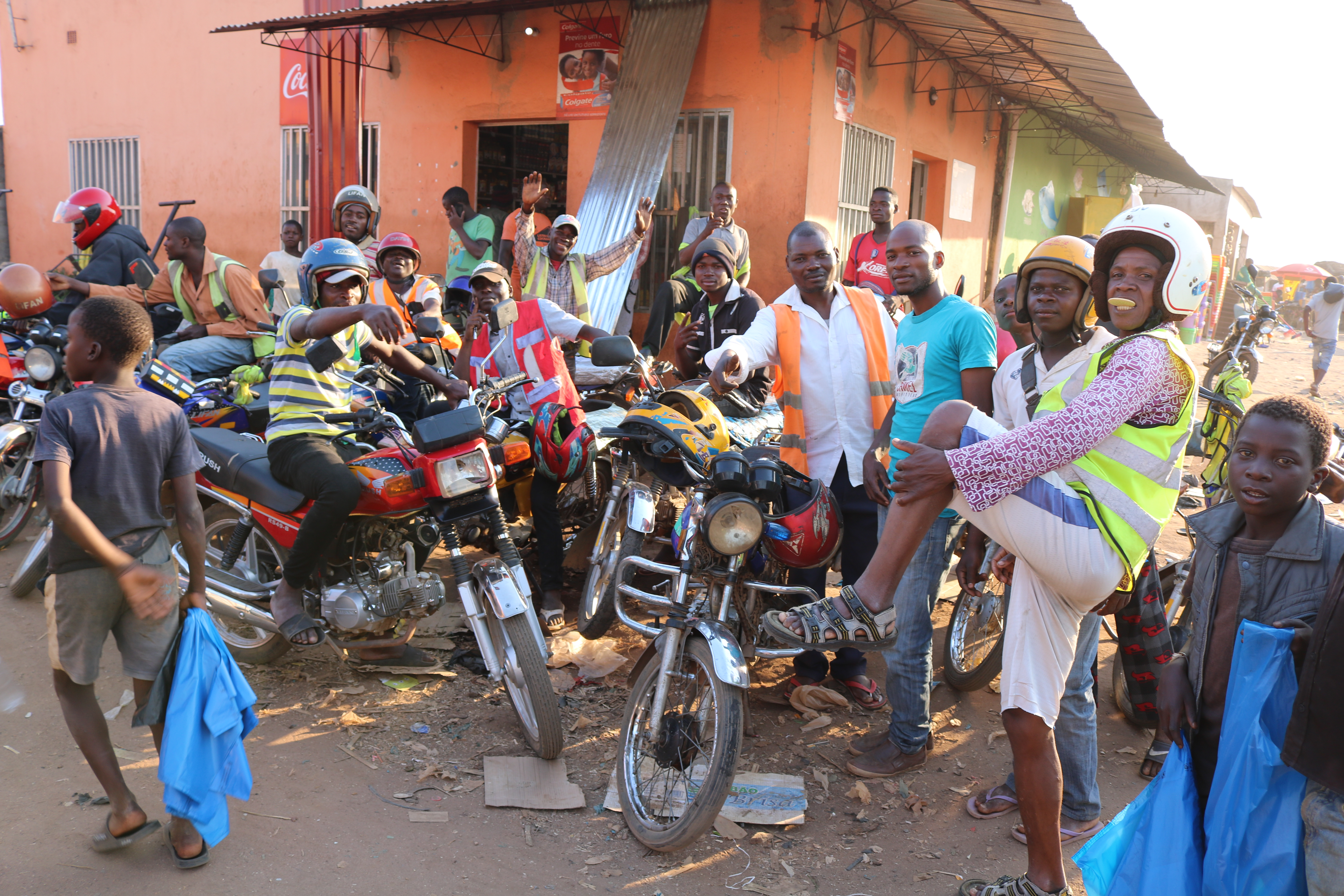
Une population jeune.

## Religion
Chimoio est le siège d'un évêché catholique créé le 19 novembre 1990.

## Transports
Chimoio est une gare ferroviaire importante au Mozambique, car elle traverse le Chemin de fer Beira-Bulawayo, ce qui lui permet de se connecter aux villes de Beira (sud) et Mutare (nord).